# Orconectes australis
Orconectes australis är en kräftdjursart som först beskrevs av Rhoades 1941.  Orconectes australis ingår i släktet Orconectes och familjen Cambaridae. IUCN kategoriserar arten globalt som livskraftig.

## Underarter
Arten delas in i följande underarter:
- O. a. australis
- O. a. packardi